# ボブ・ホーナー
ジェームズ・ロバート・ホーナー（James Robert "Bob" Horner, 1957年8月6日 - ）は、アメリカ合衆国カンザス州ギアリー郡ジャンクションシティ出身（アリゾナ州マリコパ郡グレンデール育ち）の元プロ野球選手（内野手）。
愛称は「赤鬼」、「黒船」など。

## 経歴

### プロ入り前
アリゾナ州立大学4年次の1978年には、原辰徳のいる東海大学との親善試合に来日し、東海大学との5試合を含む全7試合において本塁打を放つ。同年に創設されたゴールデンスパイク賞の最初の受賞者となり、当時のNCAAの通算本塁打58本とシーズン本塁打25本の新記録を樹立した。

### プロ入りとブレーブス時代
同年のMLBドラフト全体1位でアトランタ・ブレーブスに指名され、1年目からマイナーでの出場を拒み、いきなりメジャーデビューを果たす。6月16日のパイレーツ戦で初出場し、第3打席にバート・ブライレブンでから2ラン本塁打を放つ。最終的には89試合出場で打率.266、23本塁打、66打点を記録し、オジー・スミスらを抑えて新人王を獲得する。
1979年は契約年俸をめぐって球団と対立。
キャンプに参加せず、開幕直前の3月26日にチームに合流した。
6月4日に調停で年俸13万ドルと決まった。
2年目の1979年、3年目の1980年と2年連続で30本塁打以上を放つが、1981年は肩や足の故障に悩まされ、79試合出場で15本塁打に終わった。1982年は大きな故障もなく、2シーズンぶりの30本塁打以上を記録し、キャリア唯一のオールスター出場を果たすなど、ブレーブスの4番打者として成績を重ねた。
1983年1月には4年間550万ドルの契約を結んだが、このときの契約は体重109kgの彼がシーズン中の金曜日に13回体重を計量し、97.5kg以下の場合に1回あたり約7,700ドル、合計10万ドルのボーナスの出来高契約を含むものであった。同年と1984年は右手首の故障に悩まされるが、1985年にはいくぶん回復して27本塁打を記録。
1986年7月6日のエクスポズ戦で、メジャー史上11人目の1試合4本塁打を達成したがチームは敗れた。1試合4本塁打を記録した選手がいながらチームが敗れたのはメジャー史上2回目で、20世紀では唯一であった。また、「デビューから210本連続満塁本塁打なし」という当時のメジャー記録を打ち立てたが、パイレーツ戦で211本目にして初の満塁本塁打を放ち、この試合での4-2の勝利に貢献。同年オフにFAとなったが、年俸高騰により各球団のオーナーが示し合わせFA選手を締め出したため、どこの球団とも契約できなかった。

### ヤクルト時代
浪人寸前のところを1987年4月13日にヤクルトスワローズへの入団が内定し、同27日に来日。背番号は「シーズン50本塁打」という期待をこめて50に決まり、年俸は3億円だった。5月5日の阪神戦（神宮）の来日第3打席で仲田幸司の初球の外角低めの速球を905gの日本製バットでたたいて右翼ポール際へ1号2ラン本塁打を放ち、翌6日の2戦目では池田親興から3本のソロ本塁打を放った。1回二死での第1打席（来日第5打席）に0ボール2ストライクでの3球目真ん中低めのスライダーを左翼へ、3回の第2打席は3ボール1ストライクから四球、5回無死での第3打席は2ボール1ストライクでの4球目内角高めの速球を左中間へ、7回無死での第4打席はフルカウントでの6球目外角高めの直球をバックスクリーン中央へ叩き込んだ。2試合目の本塁打は3本とも打った瞬間にそれと分かるものであり、3本合計の推定飛距離380mであった。その際の観客の反応も大歓声というよりは、明らかに呆気にとられたような歓声と拍手が多くを占めていた。最初の2試合で6打数5安打、打率.833、本塁打4、打点5、四球2の日本球界デビューで、7日の3試合目に対戦した伊藤文隆、御子柴進、福間納はストライクでの勝負を避け、事実上の敬遠策であった。9日の4試合目は広島戦（佐世保）で白武佳久が真っ向勝負して、初回二死の第1打席で外角高めの直球を右翼へ5号ソロ、6回の先頭打者での第3打席ではストライクゾーンから約3インチ（7cm）外れた内角シュートを左翼場外へ6号ソロ本塁打を放ち、4試合で11打数7安打、本塁打6のデビューを飾り、黒船級の「ホーナー旋風」を巻き起こし、シーズン終了までにいったい何本打つのだろうという期待をファンに抱かせた。同年のオールスターゲームにもリーグ一塁手部門でファン投票で選出されたが、腰を痛め出場は辞退した。
最終的には故障で規定打席に達しなかったものの、93試合で打率.327、31本塁打、73打点を記録した。外国人選手が規定打席不足で30本塁打以上を記録したのは、この年のホーナーと1988年のラルフ・ブライアント（近鉄）、1989年のオレステス・デストラーデ（西武）、2003年のロベルト・ペタジーニ（巨人）、2012年のウラディミール・バレンティン（ヤクルト）らがいる。なお、8月9日の阪神戦（平和台）で7回表の先頭打者としてマット・キーオから18号本塁打となったはずの中越え同点ソロアーチを放ったが、続く杉浦享が左飛に倒れて一死となった後、雷雨で49分間の中断を経て、21時18分にコールドゲームが成立し、6回で試合終了となったため、幻の本塁打が1本ある。18号本塁打の打ち直しは同12日の広島戦（広島市民）で行われ、またもや7回表の先頭打者での打席で、投手交代したばかりの川端順が投じた肩口から入る内角のパームボールをたたいた左翼へのソロ本塁打であった。また、30日の大洋戦（横浜）の3回表二死満塁の場面で松本豊の直球をとらえた左中間への23号本塁打は来日して唯一の満塁弾であり、10月2日の阪神戦（神宮）の5回一死一塁で猪俣隆の高めのカーブをとらえて左翼フェンスぎりぎりに運んだ31号2ランが日本での最後の本塁打であった。佐々木信也はホーナーの本塁打を「所属球団が勝利至上主義ではなかったため、チームの勝利に拘泥せず、伸び伸びと打った雄大なアーチ」と評した。
ホーナーは同年、プレーでの活躍のみならず、ヤクルト製品CMの出演料や、著書「地球の裏側にもうひとつの野球があった」の原稿料など、しめて5億円を稼いだといわれている。ヤクルトのCMでは「おなかに菌力」と日本語のセリフを放ち、サントリー缶ビールのCMでは薬師丸ひろ子と共演している。このほか、ハドソンのファミリーコンピュータ向けゲーム『桃太郎伝説』に登場する敵キャラ「あかおにホーマー」のモデルにもなっている。日本での生活を「とてもエキサイティングなものだった」という発言を残している。国際スカウト中島国章は、現役引退後のホーナーに「日本では大きなケガをしなくてよかった。（打率3割、30本塁打以上記録し）ヤクルトに迷惑をかけなくてよかったと今でも思っているよ」と声をかけられたので、決してホーナーは日本が嫌いなわけではなかったと振り返っている。ホーナー旋風で神宮は連日満員となり、ヤクルトの観客動員はチーム成績が4位であったにもかかわらず年間200万人を超えた。
広澤克実は、ヤクルト時代の殆どテイクバックを取らずにスタンドインを連発するパワーを若い頃の松井秀喜のようだと評したが、インコースだけは苦手であった(MLBより球審にインコースのストライクゾーンが広めに判定されるという事情もあった)。同時にシーズン途中から日本球界を舐めた態度を隠しもしなくなったと心構えを酷評している。広澤はチームのミーティング中にホーナーがずっと爆睡していたこともあったと暴露している。槙原寛己ももう少し弁えた態度を取って賢く立ち回れば人気者になる素質はあったと惜しんでいる。また、八重樫幸雄は、全然練習しなかった、と振り返っている。練習不足にも関わらず試合では全力プレーであったことが故障につながり、選手寿命を短くした。

### カージナルス時代
1987年オフにジャック・クラークがFAでヤンキースに移籍し、クラークに代わる4番打者の補強を急務としていたセントルイス・カージナルスと1年間総額僅か約1億円（当時）の契約で合意し入団した。
1988年はホワイティ・ハーゾグ監督がホーナーの獲得には否定的であったが、フロントが4番打者として期待しての入団であった。しかし結局、開幕直後の4月にはツインズからトム・ブラナンスキー、さらに7月にはドジャースからペドロ・ゲレーロをトレードで獲得し、4番打者として起用することとなった。ホーナーは左肩の故障のため、60試合の出場でわずか3本塁打に終わる。しかも、ハーゾグが開幕前に「（1986年までの）通算本塁打215本のうち約70%の142本は（球場が狭く打者有利の）アトランタで打ったもので、（アトランタより広いブッシュ・スタジアムが本拠の）セントルイスでは打てない」と「予言」していた通り、本拠地ブッシュ・スタジアム（当時）で本塁打を打てないなど期待を裏切り、同年限りで解雇された。
1989年はボルチモア・オリオールズのスプリングトレーニングに招かれたが、契約には至らず、現役を引退した。

### 引退後
1992年と1993年にはヤクルトのユマ春季キャンプに臨時コーチとして招聘され、1992年には長嶋一茂の打撃を指導。落合博満の助言「ポイントを前に」を意識しすぎており「体が前に突っ込みすぎだ」と指摘し、「頭を固定してそれを軸に回転させろ。ちょうど頭を地面まで串刺しされた感じだ。そう、ヤキトリだ」とアドバイス。ミーティングでは「バッティングは80%が頭で決まる。データを駆使して、投手の配球を読んで打つんだ」と持論を展開し、この講義に野村克也監督は「わが意を得たり。俺と同じ考えだ」と舌を巻いた。講義は野村のたってのリクエストにより実現したといわれていたが、野村本人は著書の中で否定している。首脳陣との野球談議でも「打席では80％が頭の勝負。結果は考え方の差」と断言し、これに伊勢孝夫一軍打撃コーチは「天才と思っていたが、意外」、丸山完二ヘッドコーチは「監督が聞いたら泣いて喜ぶよ。天性でやっていると思ったが、野球はアタマとは想像しなかった」と驚嘆した。
引退後のホーナーはまた、石油とガスの会社を設立・経営したものの事業に失敗し多額の借金を抱え込んでいたが、メジャー選手会はFA選手締め出しを労使協約違反として訴え、賠償金2億8000万ドル（約308億円）が支払われた。2004年、元利合計4億3400万ドル（約477億円）に増えていた賠償金が分配され、ホーナーにも700万ドル（約7億7000万円）が支払われることになった。
2006年7月4日にはアメリカ大学野球殿堂入りを果たした。
2017年8月27日放送のTBS系列『消えた天才　日本に衝撃を与えた外国人SP』の取材に応じ、日本でプレーした時代を振り返った。

## 詳細情報

### 年度別打撃成績
| 年 度     | 球 団     | 試 合 | 打 席 | 打 数 | 得 点 | 安 打 | 二 塁 打 | 三 塁 打 | 本 塁 打 | 塁 打 | 打 点 | 盗 塁 | 盗 塁 死 | 犠 打 | 犠 飛 | 四 球 | 敬 遠 | 死 球 | 三 振 | 併 殺 打 | 打 率 | 出 塁 率 | 長 打 率 | O P S |
| --------- | --------- | ----- | ----- | ----- | ----- | ----- | -------- | -------- | -------- | ----- | ----- | ----- | -------- | ----- | ----- | ----- | ----- | ----- | ----- | -------- | ----- | -------- | -------- | ----- |
| 1978      | ATL       | 89    | 359   | 323   | 50    | 86    | 17       | 1        | 23       | 174   | 63    | 0     | 0        | 1     | 9     | 24    | 2     | 2     | 42    | 7        | .266  | .313     | .539     | .852  |
| 1979      | ATL       | 121   | 515   | 487   | 66    | 153   | 15       | 1        | 33       | 269   | 98    | 0     | 2        | 0     | 3     | 22    | 6     | 3     | 74    | 9        | .314  | .346     | .552     | .898  |
| 1980      | ATL       | 124   | 495   | 463   | 81    | 124   | 14       | 1        | 35       | 245   | 89    | 3     | 1        | 0     | 4     | 27    | 3     | 1     | 50    | 16       | .268  | .307     | .529     | .836  |
| 1981      | ATL       | 79    | 336   | 300   | 42    | 83    | 10       | 0        | 15       | 138   | 42    | 2     | 3        | 0     | 3     | 32    | 3     | 1     | 39    | 6        | .277  | .345     | .460     | .805  |
| 1982      | ATL       | 140   | 572   | 499   | 85    | 130   | 24       | 0        | 32       | 250   | 97    | 3     | 5        | 0     | 3     | 66    | 3     | 4     | 75    | 13       | .261  | .350     | .501     | .851  |
| 1983      | ATL       | 104   | 439   | 386   | 75    | 117   | 25       | 1        | 20       | 204   | 68    | 4     | 2        | 0     | 2     | 50    | 2     | 1     | 63    | 14       | .303  | .383     | .528     | .911  |
| 1984      | ATL       | 32    | 129   | 113   | 15    | 31    | 8        | 0        | 3        | 48    | 19    | 0     | 0        | 0     | 2     | 14    | 2     | 0     | 17    | 3        | .274  | .349     | .425     | .774  |
| 1985      | ATL       | 130   | 540   | 483   | 61    | 129   | 25       | 3        | 27       | 241   | 89    | 1     | 1        | 0     | 6     | 50    | 4     | 1     | 57    | 18       | .267  | .333     | .499     | .832  |
| 1986      | ATL       | 141   | 581   | 517   | 70    | 141   | 22       | 0        | 27       | 244   | 87    | 1     | 4        | 0     | 10    | 52    | 8     | 2     | 72    | 16       | .273  | .336     | .472     | .808  |
| 1987      | ヤクルト  | 93    | 355   | 303   | 60    | 99    | 15       | 0        | 31       | 207   | 73    | 0     | 0        | 0     | 1     | 50    | 3     | 1     | 65    | 9        | .327  | .423     | .683     | 1.106 |
| 1988      | STL       | 60    | 247   | 206   | 15    | 53    | 9        | 1        | 3        | 73    | 33    | 0     | 0        | 0     | 8     | 32    | 6     | 1     | 23    | 9        | .257  | .348     | .354     | .703  |
| MLB：10年 | MLB：10年 | 1020  | 4213  | 3777  | 560   | 1047  | 169      | 8        | 218      | 1886  | 685   | 14    | 18       | 1     | 50    | 369   | 39    | 16    | 512   | 111      | .277  | .340     | .499     | .839  |
| NPB：1年  | NPB：1年  | 93    | 355   | 303   | 60    | 99    | 15       | 0        | 31       | 207   | 73    | 0     | 0        | 0     | 1     | 50    | 3     | 1     | 65    | 9        | .327  | .423     | .683     | 1.106 |

### 年度別守備成績
| 年 度 | 球 団 | 一塁（1B） | 一塁（1B） | 一塁（1B） | 一塁（1B） | 一塁（1B） | 一塁（1B） | 三塁（3B） | 三塁（3B） | 三塁（3B） | 三塁（3B） | 三塁（3B） | 三塁（3B） |
| 年 度 | 球 団 | 試 合      | 刺 殺      | 補 殺      | 失 策      | 併 殺      | 守 備 率   | 試 合      | 刺 殺      | 補 殺      | 失 策      | 併 殺      | 守 備 率   |
| ----- | ----- | ---------- | ---------- | ---------- | ---------- | ---------- | ---------- | ---------- | ---------- | ---------- | ---------- | ---------- | ---------- |
| 1978  | ATL   | -          | -          | -          | -          | -          | -          | 89         | 81         | 199        | 13         | 17         | .956       |
| 1979  | ATL   | 45         | 414        | 24         | 7          | 32         | .984       | 82         | 56         | 143        | 15         | 11         | .930       |
| 1980  | ATL   | 1          | 2          | 2          | 0          | 0          | 1.000      | 121        | 78         | 251        | 23         | 20         | .935       |
| 1981  | ATL   | -          | -          | -          | -          | -          | -          | 79         | 51         | 129        | 12         | 6          | .938       |
| 1982  | ATL   | -          | -          | -          | -          | -          | -          | 137        | 102        | 217        | 10         | 20         | .970       |
| 1983  | ATL   | 1          | 2          | 0          | 0          | 0          | 1.000      | 104        | 76         | 153        | 10         | 18         | .958       |
| 1984  | ATL   | -          | -          | -          | -          | -          | -          | 32         | 21         | 61         | 3          | 6          | .965       |
| 1985  | ATL   | 87         | 892        | 58         | 0          | 105        | 1.000      | 40         | 25         | 61         | 11         | 6          | .887       |
| 1986  | ATL   | 139        | 1378       | 102        | 8          | 138        | .995       | -          | -          | -          | -          | -          | -          |
| 1988  | STL   | 57         | 463        | 40         | 5          | 39         | .990       | -          | -          | -          | -          | -          | -          |
| MLB   | MLB   | 330        | 3151       | 226        | 20         | 314        | .994       | 684        | 490        | 1214       | 97         | 104        | .946       |

- 各年度の太字はリーグ最高

### 表彰
MLB
- 新人王 （1978年）
- 月間MVP：1回 （1980年7月）

### 記録
MLB
- MLBオールスターゲーム選出：1回 （1982年）

NPB
- 初出場・初先発出場：1987年5月5日、対阪神タイガース4回戦（明治神宮野球場）、3番・三塁手として先発出場
- 初打席：同上、1回裏に遠山昭治から四球
- 初安打：同上、3回裏に仲田幸司から遊撃内野安打
- 初本塁打・初打点：同上、5回裏に仲田幸司から右越2ラン
- 初三振：1987年5月10日、対広島東洋カープ戦（長崎）、長冨浩志の前に見逃し三振

### 背番号
- 5（1978年 - 1984年、1988年）
- 11（1985年 - 1986年）
- 50（1987年）

## 関連情報

### 著書
- 『地球のウラ側にもうひとつの違う野球（ベースボール）があった』安西達夫（中島国章）訳（日之出出版, 1988年3月） ISBN 4891980613

### CM出演
- ヤクルト
- サントリー缶ビール